# Deyvillers
Deyvillers là một xã, nằm ở tỉnh Vosges trong vùng Grand Est của Pháp. Xã này có diện tích 8,77 km², dân số năm 2005 là 1479 người. Xã này nằm ở khu vực có độ cao trung bình 403 m trên mực nước biển.
Dân địa phương tiếng Pháp gọi là Deyvillois.

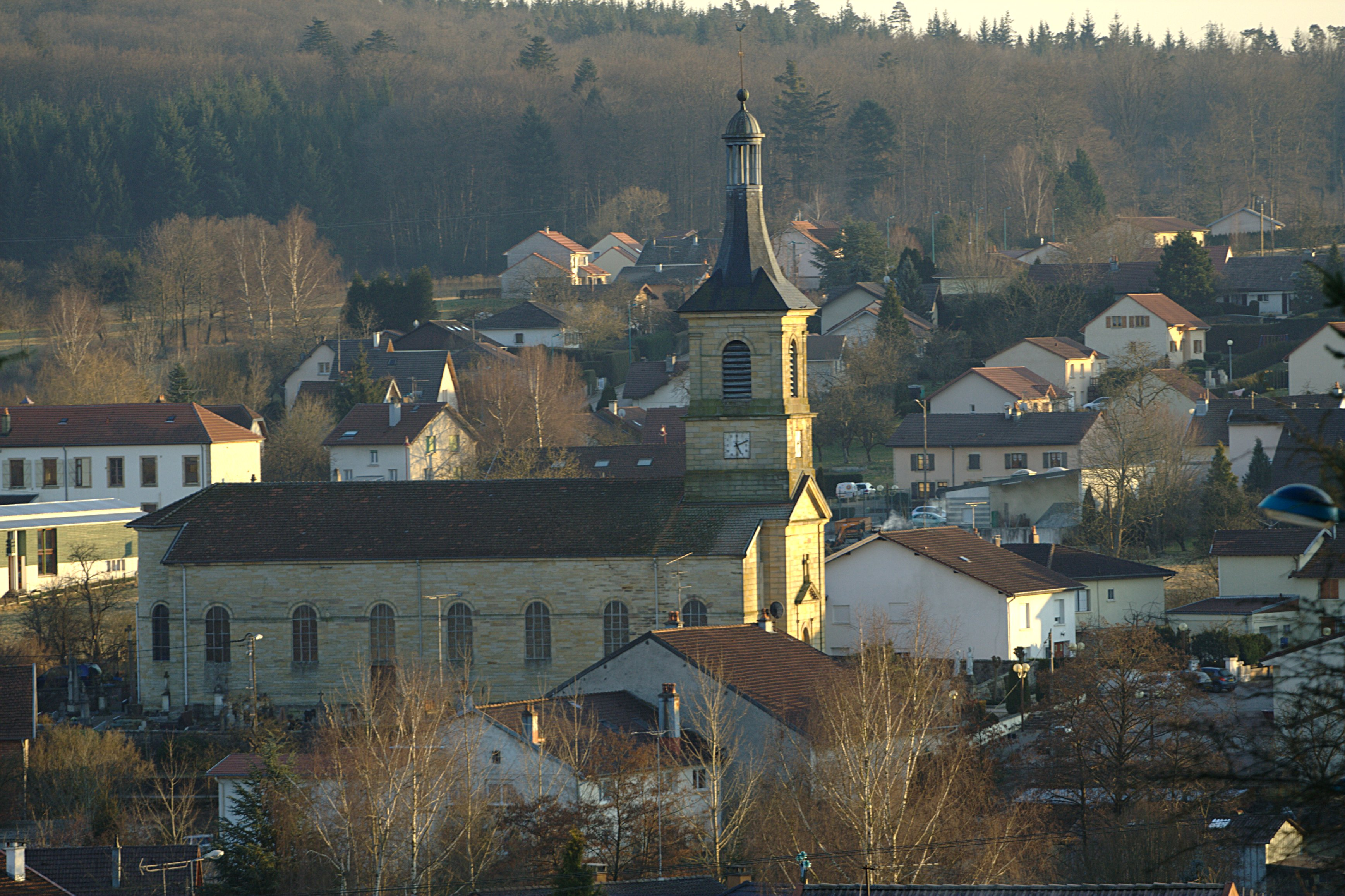
Nhà thờ Deyvillers

## Biến động dân số
| 1962                                         | 1968 | 1975 | 1982 | 1990 | 1999 |
| -------------------------------------------- | ---- | ---- | ---- | ---- | ---- |
| 549                                          | 601  | 939  | 1263 | 1388 | 1452 |
| Số liệu từ năm 1962: Dân số không tính trùng |      |      |      |      |      |